# Спортивна гімнастика на літніх Олімпійських іграх 2008 — Опорний стрибок (жінки)
Змагання в опорному стрибку в рамках турніру зі спортивної гімнастики на літніх Олімпійських іграх 2008 року відбулись 17 серпня 2008 року в Пекінському державному палаці спорту.

## Призери
| Золото           | Срібло                        | Бронза          |
| Хон Унчон · КНДР | Оксана Чусовітіна · Німеччина | Чен Фей · Китай |

## Фінал
| Місце | Гімнастка                 | Стрибок 1  | Стрибок 1 | Стрибок 1 | Стрибок 1 | Стрибок 2  | Стрибок 2 | Стрибок 2 | Стрибок 2 | Результат |
| Місце | Гімнастка                 | Складність | Виконання | Штраф     | Сума      | Складність | Виконання | Штраф     | Сума      | Результат |
| ----- | ------------------------- | ---------- | --------- | --------- | --------- | ---------- | --------- | --------- | --------- | --------- |
|       | Хон Унчон (PRK)           | 6.500      | 9.350     | 0.300     | 15.550    | 6.500      | 9.250     |           | 15.750    | 15.650    |
|       | Оксана Чусовітіна (GER)   | 6.300      | 9.425     |           | 15.725    | 6.000      | 9.425     |           | 15.425    | 15.575    |
|       | Чен Фей (CHN)             | 6.500      | 9.575     |           | 16.075    | 6.500      | 8.550     |           | 15.050    | 15.562    |
| 4     | Еліша Секремоні (USA)     | 6.300      | 9.450     |           | 15.750    | 5.800      | 9.525     |           | 15.325    | 15.537    |
| 5     | Аріелла Каслін (SUI)      | 6.300      | 9.100     |           | 15.400    | 5.500      | 9.200     |           | 14.700    | 15.050    |
| 6     | Карлотта Джованніні (ITA) | 5.800      | 9.225     | 0.100     | 14.925    | 5.900      | 8.275     |           | 14.175    | 14.550    |
| 7     | Джейд Барбоза (BRA)       | 5.800      | 8.925     |           | 14.725    | 5.600      | 8.650     |           | 14.250    | 14.487    |
| 8     | Анна Павлова (RUS)        | 6.500      | 9.125     |           | 15.625    | 0.000      | 0.000     |           | 0.000     | 7.812*    |

*Анна Павлова через фальстарт у другому стрибку була дискваліфікована.

## Кваліфіковані гімнастки
| Місце | Гімнастка                 | Стрибок 1  | Стрибок 1 | Стрибок 1 | Стрибок 1 | Стрибок 2  | Стрибок 2 | Стрибок 2 | Стрибок 2 | Результат |
| Місце | Гімнастка                 | Складність | Виконання | Штраф     | Сума      | Складність | Виконання | Штраф     | Сума      | Результат |
| ----- | ------------------------- | ---------- | --------- | --------- | --------- | ---------- | --------- | --------- | --------- | --------- |
| 1     | Чен Фей (CHN)             | 6.500      | 9.650     |           | 16.150    | 6.500      | 9.175     |           | 15.675    | 15.912    |
| 2     | Хон Унчон (PRK)           | 6.500      | 9.150     |           | 15.650    | 6.500      | 9.300     |           | 15.800    | 15.725    |
| 3     | Еліша Секремоні (USA)     | 6.300      | 9.550     |           | 15.850    | 5.800      | 9.600     |           | 15.400    | 15.625    |
| 4     | Оксана Чусовітіна (GER)   | 6.300      | 9.500     |           | 15.800    | 5.700      | 9.550     |           | 15.250    | 15.525    |
| 5     | Анна Павлова (RUS)        | 5.800      | 9.550     |           | 15.350    | 5.600      | 9.600     |           | 15.200    | 15.275    |
| 6     | Карлотта Джованніні (ITA) | 5.800      | 9.300     |           | 15.100    | 5.900      | 9.275     |           | 15.175    | 15.137    |
| 7     | Джейд Барбоза (BRA)       | 5.800      | 9.400     | 0.100     | 15.100    | 5.600      | 9.400     |           | 15.000    | 15.050    |
| 8     | Аріелла Каслін (SUI)      | 6.300      | 8.925     |           | 15.225    | 5.500      | 9.225     |           | 14.725    | 14.975    |